# Ronde van Romandië (mannen)
De Ronde van Romandië (Frans: Tour de Romandie) voor mannen is een wielerwedstrijd op Zwitserse bodem en wordt sinds 1947 jaarlijks georganiseerd, meestal kort voor de Ronde van Italië, en geldt daarom als een van de voornaamste voorbereidingswedstrijden voor de Giro. De wedstrijd kenmerkt zich door redelijk wat beklimmingen en vaak een proloog én een langere tijdrit in zes dagen.

## Geschiedenis
Vanaf 2005 was de Ronde van Romandië onderdeel van de UCI ProTour. Vanaf 2011 behoort hij tot de UCI World Tour.
De Ier Stephen Roche is met drie eindoverwinningen recordhouder, de eerste meervoudige winnaar was de Zwitser Ferdi Kübler die de wedstrijd won in 1948 en 1951. Zes Belgen en vijf Nederlanders wisten de eindzege op hun naam te schrijven.
In 2010 was Alejandro Valverde de winnaar, maar op 31 mei van datzelfde jaar werd hij door het TAS wereldwijd voor 2 jaar geschorst met terugwerkende kracht tot 1 januari 2010. Hierdoor ging de eindzege naar Simon Špilak.
Sinds 2022 kent de wedstrijd ook een editie voor vrouwen.

## Lijst van winnaars

### Meervoudige winnaars
| Overwinningen | Renner          | Jaren            |
| ------------- | --------------- | ---------------- |
| 3             | Stephen Roche   | 1983, 1984, 1987 |
| 2             | Ferdi Kübler    | 1948, 1951       |
| 2             | Jean Forestier  | 1954, 1957       |
| 2             | Louis Rostollan | 1960, 1961       |
| 2             | Vittorio Adorni | 1965, 1967       |
| 2             | Gianni Motta    | 1966, 1971       |
| 2             | Pascal Richard  | 1993, 1994       |
| 2             | Tony Rominger   | 1991, 1995       |
| 2             | Dario Frigo     | 2001, 2002       |
| 2             | Tyler Hamilton  | 2003, 2004       |
| 2             | Cadel Evans     | 2006, 2011       |
| 2             | Chris Froome    | 2013, 2014       |
| 2             | Primož Roglič   | 2018, 2019       |

### Overwinningen per land
| Overwinningen | Land                                                 |
| ------------- | ---------------------------------------------------- |
| 13            | Italië                                               |
| 12            | Zwitserland                                          |
| 10            | Frankrijk                                            |
| 6             | België                                               |
| 5             | Nederland, Verenigd Koninkrijk                       |
| 4             | Australië                                            |
| 3             | Ierland, Rusland, Slovenië, Spanje, Verenigde Staten |
| 2             | Colombia, Zweden                                     |
| 1             | Duitsland, Noorwegen, Portugal, Tsjechië             |

Mannen: 1947 · 1948 · 1949 · 1950 · 1951 · 1952 · 1953 · 1954 · 1955 · 1956 · 1957 · 1958 · 1959 · 1960 · 1961 · 1962 · 1963 · 1964 · 1965 · 1966 · 1967 · 1968 · 1969 · 1970 · 1971 · 1972 · 1973 · 1974 · 1975 · 1976 · 1977 · 1978 · 1979 · 1980 · 1981 · 1982 · 1983 · 1984 · 1985 · 1986 · 1987 · 1988 · 1989 · 1990 · 1991 · 1992 · 1993 · 1994 · 1995 · 1996 · 1997 · 1998 · 1999 · 2000 · 2001 · 2002 · 2003 · 2004 · 2005 · 2006 · 2007 · 2008 · 2009 · 2010 · 2011 · 2012 · 2013 · 2014 · 2015 · 2016 · 2017 · 2018 · 2019 · 2020 · 2021 · 2022 · 2023 · 2024 · 2025
Vrouwen: 2022 · 2023 · 2024 · 2025
2011 · 2012 · 2013 · 2014 · 2015 · 2016 · 2017 · 2018 · 2019 · 2020 · 2021 · 2022 · 2023 · 2024 · 2025
Tour Down Under · Great Ocean Road Race · Ronde van de Verenigde Arabische Emiraten · Omloop Het Nieuwsblad · Strade Bianche · Parijs-Nice · Tirreno-Adriatico · Milaan-San Remo · Ronde van Catalonië · Driedaagse Brugge-De Panne · E3 Harelbeke · Gent-Wevelgem · Dwars door Vlaanderen · Ronde van Vlaanderen · Ronde van het Baskenland · Parijs-Roubaix · Amstel Gold Race · Waalse Pijl · Luik-Bastenaken-Luik · Ronde van Romandië · Eschborn-Frankfurt · Ronde van Italië · Ronde van Auvergne-Rhône-Alpes · Ronde van Zwitserland · Copenhagen Sprint · Ronde van Frankrijk · Clásica San Sebastián · Ronde van Polen · BEMER Cyclassics · Renewi Tour · Ronde van Spanje · Bretagne Classic · GP van Québec · GP van Montréal · Ronde van Lombardije · Ronde van Guangxi